# Something Just Like This
Something Just Like This is een nummer van het Amerikaanse dj-duo The Chainsmokers en de Britse band Coldplay. Het werd uitgegeven op 22 februari 2017 als de tweede single van The Chainsmokers' debuutalbum Memories...Do Not Open en als de eerste single van Coldplays dertiende EP Kaleidoscope.

## Achtergrondinformatie
Geruchten over een samenwerking tussen The Chainsmokers en Coldplay ontstonden al in september 2016, toen The Chainsmokers twee korte clips deelden van een nummer ingezongen door Chris Martin.
Het nummer werd wereldwijd een grote hit. In de Amerikaanse Billboard Hot 100 bereikte het nummer 3. In het Verenigd Koninkrijk kwam het tot de 2e positie. In de Nederlandse Top 40 werd dan weer de 4e positie behaald, terwijl het nummer in de Vlaamse Ultratop 50 twee weken bovenaan de lijst stond.

## Tracklijst
| Nr. | Titel                    | Duur |
| --- | ------------------------ | ---- |
| 1.  | Something Just Like This | 4:07 |

| Nr. | Titel                                                      | Duur |
| --- | ---------------------------------------------------------- | ---- |
| 1.  | Something Just Like This (Alesso Remix)                    | 4:12 |
| 2.  | Something Just Like This (R3hab Remix)                     | 2:42 |
| 3.  | Something Just Like This (Dimitri Vegas & Like Mike Remix) | 3:50 |
| 4.  | Something Just Like This (Don Diablo Remix)                | 3:50 |
| 5.  | Something Just Like This (Jai Wolf Remix)                  | 2:56 |
| 6.  | Something Just Like This (ARMNHMR Remix)                   | 3:44 |

## Hitnoteringen

### Nederlandse Top 40
| Hitnotering: 04-03-2017 t/m 29-07-2017 | Hitnotering: 04-03-2017 t/m 29-07-2017 | Hitnotering: 04-03-2017 t/m 29-07-2017 | Hitnotering: 04-03-2017 t/m 29-07-2017 | Hitnotering: 04-03-2017 t/m 29-07-2017 | Hitnotering: 04-03-2017 t/m 29-07-2017 | Hitnotering: 04-03-2017 t/m 29-07-2017 | Hitnotering: 04-03-2017 t/m 29-07-2017 | Hitnotering: 04-03-2017 t/m 29-07-2017 | Hitnotering: 04-03-2017 t/m 29-07-2017 | Hitnotering: 04-03-2017 t/m 29-07-2017 | Hitnotering: 04-03-2017 t/m 29-07-2017 | Hitnotering: 04-03-2017 t/m 29-07-2017 | Hitnotering: 04-03-2017 t/m 29-07-2017 | Hitnotering: 04-03-2017 t/m 29-07-2017 | Hitnotering: 04-03-2017 t/m 29-07-2017 | Hitnotering: 04-03-2017 t/m 29-07-2017 | Hitnotering: 04-03-2017 t/m 29-07-2017 | Hitnotering: 04-03-2017 t/m 29-07-2017 | Hitnotering: 04-03-2017 t/m 29-07-2017 | Hitnotering: 04-03-2017 t/m 29-07-2017 |
| Week:                                  | 1                                      | 2                                      | 3                                      | 4                                      | 5                                      | 6                                      | 7                                      | 8                                      | 9                                      | 10                                     | 11                                     | 12                                     | 13                                     | 14                                     | 15                                     | 16                                     | 17                                     | 18                                     | 19                                     | 20                                     |
| -------------------------------------- | -------------------------------------- | -------------------------------------- | -------------------------------------- | -------------------------------------- | -------------------------------------- | -------------------------------------- | -------------------------------------- | -------------------------------------- | -------------------------------------- | -------------------------------------- | -------------------------------------- | -------------------------------------- | -------------------------------------- | -------------------------------------- | -------------------------------------- | -------------------------------------- | -------------------------------------- | -------------------------------------- | -------------------------------------- | -------------------------------------- |
| Positie:                               | 29                                     | 8                                      | 5                                      | 7                                      | 5                                      | 4                                      | 4                                      | 5                                      | 6                                      | 8                                      | 10                                     | 10                                     | 12                                     | 15                                     | 17                                     | 18                                     | 19                                     | 21                                     | 22                                     | 25                                     |
| Week:                                  | 21                                     | 22                                     |                                        |                                        |                                        |                                        |                                        |                                        |                                        |                                        |                                        |                                        |                                        |                                        |                                        |                                        |                                        |                                        |                                        |                                        |
| Positie:                               | 32                                     | 35                                     | uit                                    |                                        |                                        |                                        |                                        |                                        |                                        |                                        |                                        |                                        |                                        |                                        |                                        |                                        |                                        |                                        |                                        |                                        |

### NederlandseSingle Top 100
| Hitnotering: (Week 1 t/m 38) 04-03-2017 t/m 18-11-2017 Hitnotering: (Week 39) 16-12-2017 Hitnotering: (Week 40 t/m 44) 06-01-2018 t/m 03-02-2018 | Hitnotering: (Week 1 t/m 38) 04-03-2017 t/m 18-11-2017 Hitnotering: (Week 39) 16-12-2017 Hitnotering: (Week 40 t/m 44) 06-01-2018 t/m 03-02-2018 | Hitnotering: (Week 1 t/m 38) 04-03-2017 t/m 18-11-2017 Hitnotering: (Week 39) 16-12-2017 Hitnotering: (Week 40 t/m 44) 06-01-2018 t/m 03-02-2018 | Hitnotering: (Week 1 t/m 38) 04-03-2017 t/m 18-11-2017 Hitnotering: (Week 39) 16-12-2017 Hitnotering: (Week 40 t/m 44) 06-01-2018 t/m 03-02-2018 | Hitnotering: (Week 1 t/m 38) 04-03-2017 t/m 18-11-2017 Hitnotering: (Week 39) 16-12-2017 Hitnotering: (Week 40 t/m 44) 06-01-2018 t/m 03-02-2018 | Hitnotering: (Week 1 t/m 38) 04-03-2017 t/m 18-11-2017 Hitnotering: (Week 39) 16-12-2017 Hitnotering: (Week 40 t/m 44) 06-01-2018 t/m 03-02-2018 | Hitnotering: (Week 1 t/m 38) 04-03-2017 t/m 18-11-2017 Hitnotering: (Week 39) 16-12-2017 Hitnotering: (Week 40 t/m 44) 06-01-2018 t/m 03-02-2018 | Hitnotering: (Week 1 t/m 38) 04-03-2017 t/m 18-11-2017 Hitnotering: (Week 39) 16-12-2017 Hitnotering: (Week 40 t/m 44) 06-01-2018 t/m 03-02-2018 | Hitnotering: (Week 1 t/m 38) 04-03-2017 t/m 18-11-2017 Hitnotering: (Week 39) 16-12-2017 Hitnotering: (Week 40 t/m 44) 06-01-2018 t/m 03-02-2018 | Hitnotering: (Week 1 t/m 38) 04-03-2017 t/m 18-11-2017 Hitnotering: (Week 39) 16-12-2017 Hitnotering: (Week 40 t/m 44) 06-01-2018 t/m 03-02-2018 | Hitnotering: (Week 1 t/m 38) 04-03-2017 t/m 18-11-2017 Hitnotering: (Week 39) 16-12-2017 Hitnotering: (Week 40 t/m 44) 06-01-2018 t/m 03-02-2018 | Hitnotering: (Week 1 t/m 38) 04-03-2017 t/m 18-11-2017 Hitnotering: (Week 39) 16-12-2017 Hitnotering: (Week 40 t/m 44) 06-01-2018 t/m 03-02-2018 | Hitnotering: (Week 1 t/m 38) 04-03-2017 t/m 18-11-2017 Hitnotering: (Week 39) 16-12-2017 Hitnotering: (Week 40 t/m 44) 06-01-2018 t/m 03-02-2018 | Hitnotering: (Week 1 t/m 38) 04-03-2017 t/m 18-11-2017 Hitnotering: (Week 39) 16-12-2017 Hitnotering: (Week 40 t/m 44) 06-01-2018 t/m 03-02-2018 | Hitnotering: (Week 1 t/m 38) 04-03-2017 t/m 18-11-2017 Hitnotering: (Week 39) 16-12-2017 Hitnotering: (Week 40 t/m 44) 06-01-2018 t/m 03-02-2018 | Hitnotering: (Week 1 t/m 38) 04-03-2017 t/m 18-11-2017 Hitnotering: (Week 39) 16-12-2017 Hitnotering: (Week 40 t/m 44) 06-01-2018 t/m 03-02-2018 | Hitnotering: (Week 1 t/m 38) 04-03-2017 t/m 18-11-2017 Hitnotering: (Week 39) 16-12-2017 Hitnotering: (Week 40 t/m 44) 06-01-2018 t/m 03-02-2018 | Hitnotering: (Week 1 t/m 38) 04-03-2017 t/m 18-11-2017 Hitnotering: (Week 39) 16-12-2017 Hitnotering: (Week 40 t/m 44) 06-01-2018 t/m 03-02-2018 | Hitnotering: (Week 1 t/m 38) 04-03-2017 t/m 18-11-2017 Hitnotering: (Week 39) 16-12-2017 Hitnotering: (Week 40 t/m 44) 06-01-2018 t/m 03-02-2018 | Hitnotering: (Week 1 t/m 38) 04-03-2017 t/m 18-11-2017 Hitnotering: (Week 39) 16-12-2017 Hitnotering: (Week 40 t/m 44) 06-01-2018 t/m 03-02-2018 | Hitnotering: (Week 1 t/m 38) 04-03-2017 t/m 18-11-2017 Hitnotering: (Week 39) 16-12-2017 Hitnotering: (Week 40 t/m 44) 06-01-2018 t/m 03-02-2018 |
| Week: | 1 | 2 | 3 | 4 | 5 | 6 | 7 | 8 | 9 | 10 | 11 | 12 | 13 | 14 | 15 | 16 | 17 | 18 | 19 | 20 |
| --- | --- | --- | --- | --- | --- | --- | --- | --- | --- | --- | --- | --- | --- | --- | --- | --- | --- | --- | --- | --- |
| Positie: | 6 | 9 | 8 | 16 | 9 | 9 | 6 | 8 | 9 | 9 | 10 | 12 | 13 | 19 | 15 | 15 | 22 | 28 | 30 | 37 |
| Week: | 21 | 22 | 23 | 24 | 25 | 26 | 27 | 28 | 29 | 30 | 31 | 32 | 33 | 34 | 35 | 36 | 37 | 38 | | 39 |
| Positie: | 32 | 34 | 34 | 37 | 38 | 52 | 55 | 61 | 65 | 72 | 67 | 71 | 80 | 79 | 79 | 90 | 93 | 91 | uit | 99 |
| Week: | | 40 | 41 | 42 | 43 | 44 | | | | | | | | | | | | | | |
| Positie: | uit | 58 | 77 | 95 | 96 | 93 | uit | | | | | | | | | | | | | |

### NederlandseMega Top 50
| Hitnotering: 04-03-2017 t/m 02-09-2017 | Hitnotering: 04-03-2017 t/m 02-09-2017 | Hitnotering: 04-03-2017 t/m 02-09-2017 | Hitnotering: 04-03-2017 t/m 02-09-2017 | Hitnotering: 04-03-2017 t/m 02-09-2017 | Hitnotering: 04-03-2017 t/m 02-09-2017 | Hitnotering: 04-03-2017 t/m 02-09-2017 | Hitnotering: 04-03-2017 t/m 02-09-2017 | Hitnotering: 04-03-2017 t/m 02-09-2017 | Hitnotering: 04-03-2017 t/m 02-09-2017 | Hitnotering: 04-03-2017 t/m 02-09-2017 | Hitnotering: 04-03-2017 t/m 02-09-2017 | Hitnotering: 04-03-2017 t/m 02-09-2017 | Hitnotering: 04-03-2017 t/m 02-09-2017 | Hitnotering: 04-03-2017 t/m 02-09-2017 | Hitnotering: 04-03-2017 t/m 02-09-2017 | Hitnotering: 04-03-2017 t/m 02-09-2017 | Hitnotering: 04-03-2017 t/m 02-09-2017 | Hitnotering: 04-03-2017 t/m 02-09-2017 | Hitnotering: 04-03-2017 t/m 02-09-2017 | Hitnotering: 04-03-2017 t/m 02-09-2017 |
| Week:                                  | 1                                      | 2                                      | 3                                      | 4                                      | 5                                      | 6                                      | 7                                      | 8                                      | 9                                      | 10                                     | 11                                     | 12                                     | 13                                     | 14                                     | 15                                     | 16                                     | 17                                     | 18                                     | 19                                     | 20                                     |
| -------------------------------------- | -------------------------------------- | -------------------------------------- | -------------------------------------- | -------------------------------------- | -------------------------------------- | -------------------------------------- | -------------------------------------- | -------------------------------------- | -------------------------------------- | -------------------------------------- | -------------------------------------- | -------------------------------------- | -------------------------------------- | -------------------------------------- | -------------------------------------- | -------------------------------------- | -------------------------------------- | -------------------------------------- | -------------------------------------- | -------------------------------------- |
| Positie:                               | 2                                      | 3                                      | 2                                      | 2                                      | 2                                      | 2                                      | 2                                      | 3                                      | 3                                      | 3                                      | 4                                      | 3                                      | 3                                      | 4                                      | 2                                      | 6                                      | 9                                      | 14                                     | 12                                     | 11                                     |
| Week:                                  | 21                                     | 22                                     | 23                                     | 24                                     | 25                                     | 26                                     | 27                                     |                                        |                                        |                                        |                                        |                                        |                                        |                                        |                                        |                                        |                                        |                                        |                                        |                                        |
| Positie:                               | 31                                     | 38                                     | 34                                     | 30                                     | 30                                     | 46                                     | 46                                     | uit                                    |                                        |                                        |                                        |                                        |                                        |                                        |                                        |                                        |                                        |                                        |                                        |                                        |

### VlaamseUltratop 50
| Hitnotering: 04-03-2017 t/m 04-11-2017 | Hitnotering: 04-03-2017 t/m 04-11-2017 | Hitnotering: 04-03-2017 t/m 04-11-2017 | Hitnotering: 04-03-2017 t/m 04-11-2017 | Hitnotering: 04-03-2017 t/m 04-11-2017 | Hitnotering: 04-03-2017 t/m 04-11-2017 | Hitnotering: 04-03-2017 t/m 04-11-2017 | Hitnotering: 04-03-2017 t/m 04-11-2017 | Hitnotering: 04-03-2017 t/m 04-11-2017 | Hitnotering: 04-03-2017 t/m 04-11-2017 | Hitnotering: 04-03-2017 t/m 04-11-2017 | Hitnotering: 04-03-2017 t/m 04-11-2017 | Hitnotering: 04-03-2017 t/m 04-11-2017 | Hitnotering: 04-03-2017 t/m 04-11-2017 | Hitnotering: 04-03-2017 t/m 04-11-2017 | Hitnotering: 04-03-2017 t/m 04-11-2017 | Hitnotering: 04-03-2017 t/m 04-11-2017 | Hitnotering: 04-03-2017 t/m 04-11-2017 | Hitnotering: 04-03-2017 t/m 04-11-2017 | Hitnotering: 04-03-2017 t/m 04-11-2017 | Hitnotering: 04-03-2017 t/m 04-11-2017 |
| Week:                                  | 1                                      | 2                                      | 3                                      | 4                                      | 5                                      | 6                                      | 7                                      | 8                                      | 9                                      | 10                                     | 11                                     | 12                                     | 13                                     | 14                                     | 15                                     | 16                                     | 17                                     | 18                                     | 19                                     | 20                                     |
| -------------------------------------- | -------------------------------------- | -------------------------------------- | -------------------------------------- | -------------------------------------- | -------------------------------------- | -------------------------------------- | -------------------------------------- | -------------------------------------- | -------------------------------------- | -------------------------------------- | -------------------------------------- | -------------------------------------- | -------------------------------------- | -------------------------------------- | -------------------------------------- | -------------------------------------- | -------------------------------------- | -------------------------------------- | -------------------------------------- | -------------------------------------- |
| Positie:                               | 19                                     | 7                                      | 2                                      | 5                                      | 2                                      | 2                                      | 2                                      | 2                                      | 1                                      | 2                                      | 1                                      | 3                                      | 3                                      | 3                                      | 4                                      | 4                                      | 4                                      | 2                                      | 3                                      | 4                                      |
| Week:                                  | 21                                     | 22                                     | 23                                     | 24                                     | 25                                     | 26                                     | 27                                     | 28                                     | 29                                     | 30                                     | 31                                     | 32                                     | 33                                     | 34                                     | 35                                     | 36                                     |                                        |                                        |                                        |                                        |
| Positie:                               | 4                                      | 7                                      | 17                                     | 22                                     | 27                                     | 29                                     | 31                                     | 31                                     | 28                                     | 37                                     | 36                                     | 43                                     | 43                                     | 42                                     | 47                                     | 42                                     | uit                                    |                                        |                                        |                                        |

### NPO Radio 2 Top 2000
| Nummer met noteringen in de NPO Radio 2 Top 2000 | '17 | '18 | '19 | '20 | '21  | '22 | '23 | '24  |
| ------------------------------------------------ | --- | --- | --- | --- | ---- | --- | --- | ---- |
| Something Just Like This                         | 668 | 593 | 739 | 777 | 1004 | 762 | 840 | 1214 |

1. ↑  Een vetgedrukt getal geeft de hoogste notering aan.
2. ↑  2017 was het eerste jaar met een notering voor dit nummer.

## Releasedata
| Land             | Releasedatum     | Formaat        | Versie     | Label               |
| ---------------- | ---------------- | -------------- | ---------- | ------------------- |
| Wereldwijd       | 22 februari 2017 | Muziekdownload | Origineel  | Disruptor, Columbia |
| Italië           | 22 februari 2017 | Radio          | Origineel  | Sony Music          |
| Verenigde Staten | 28 februari 2017 | Radio          | Origineel  | Columbia            |
| Wereldwijd       | 28 april 2017    | Muziekdownload | Remix Pack | Disruptor, Columbia |